# 71885 Denning
71885 Denning este un asteroid din centura principală de asteroizi.

## Descriere
71885 Denning este un asteroid din centura principală de asteroizi. A fost descoperit pe 16 noiembrie 2000 la Kitt Peak National Observatory, în cadrul proiectului Spacewatch. Asteroidul prezintă o orbită caracterizată de o semiaxă mare de 2,29 ua, o excentricitate de 0,12 și o înclinație de 5,9° în raport cu ecliptica.